# Grammy al millor àlbum de música universal
El premi Grammy al millor àlbum de música universal és un guardó presentat en els Premis Grammy, una cerimònia que va ser establida en el 1958 i en el seus orígens s'anomenava Premis Gramòfon, per als artistes de gravació que han realitzat àlbums vocals i/o instrumentals que continguin almenys, el 51% del temps de nova creació en música universal. Aquesta categoria està destinada per a gravacions que han combinat elements musicals indígenes d'una cultura o país amb elements addicionals d'una altra cultura. L'àlbum també pot contenir elements d'estils musicals populars i/o tècniques de producció, tals com el beat, jazz o el pop entre d'altres.
El premi es va iniciar en la 34a edició de la cerimònia i a partir de la 43a edició, el premi sovint es presenta als enginyers, mescladors i/o productors a més dels artistes musicals. En la 45a edició, el premi es va dividir en dues categories separades: Grammy al millor àlbum tradicional de músiques del món i Grammy al millor àlbum contemporani de músiques del món. En la 54a edició, les dues categories es van tornar a unificar fins a dia d'avui.

## Guardonats

### Dècada del 2020
| Edició | Imatge | Guanyador(s)/ Guanyadora(es) | Obra  | Nominat(s)/ Nominada(es) | Ref   |
| ------ | ------ | ---------------------------- | ----- | --- | ----- |
| 62a    |        | Angelique Kidjo              | Celia | - Gece – Altın Gün - What Heat – Bokanté i Metropole Orkest - African Giant – Burna Boy - Fanm d'Ayiti – Nathalie Joachim i Spektral Quartet | [ 2 ] |